# David Monahan
David Harold Monahan (ur. 13 sierpnia 1971 w North Olmsted) – amerykański aktor, znany głównie z występów w telewizji.

## Życiorys
Urodził się w North Olmsted w stanie Ohio. Wychował się na przedmieściach Waszyngtonu w Vienna w Wirginii. W 1989 ukończył do Bishop O’Connell High School w hrabstwie Arlington w Wirginii. Po tym jak został absolwentem Uniwersytetu Harvarda na wydziale rządowym, planował kontynuować studia prawnicze, zanim na kampusie Harvardu zwrócono się do niego i poproszono go o przesłuchanie do pełnometrażowego filmu Dzieci swinga (Swing Kids, 1993). Choć nie dostał roli, to pozytywna odpowiedź na audiencję spowodowała, że zmienił swoje zawodowe aspiracje i przeniósł się do Nowego Jorku i przez kilka następnych lat uczył się aktorstwa u Katherine Gately, Ricka Poole’a i Caymichaela Pattona. 
Po kilku występach w teatrze regionalnym i nowojorskim oraz kilku pracach komercyjnych, jesienią 2000 przeniósł się do Los Angeles, gdzie dostał rolę Tobeya Barreta w serialu The WB Jezioro marzeń (Dawson’s Creek) i zagrał postać Rollinsa w krótkometrażowym dramacie sportowym The Last Supper (2000) z Diego Serrano. Przez trzy sezony grał rolę detektywa Matta Seelya w serialu stacji NBC Jordan (2004–2007). Wystąpił w komedii romantycznej Najbardziej niesforne życie towarzyskie Ethana Greena (The Mostly Unfabulous Social Life of Ethan Green, 2005) jako Leo Worth, komedii romantycznej Coś nowego (Something New, 2006) jako Bill Lebree i sensacyjnym filmie fantastycznonaukowym Christophera Nolana Mroczny rycerz powstaje (The Dark Knight Rises, 2012) u boku Christiana Bale’a jako technik nauk stosowanych.

## Życie prywatne
Mężem Monahana jest aktor Larry Sullivan. Mają razem adoptowanego syna Coopera. W 2015 rodzina pojawiła się w reklamie Campbell Soup Company. 

## Filmografia
- 2000: The Last Supper jako Rollins
- 2000: This Is Not an Exit: The Fictional World of Bret Easton Ellis jako Hamlin
- 2001: The Geena Davis Show jako Tim
- 2000–2001: Jezioro marzeń (Dawson's Creek) jako Tobey Barret
- 2003: Sabrina, nastoletnia czarownica (Sabrina, the Teenage Witch) jako przyjaciel Aarona
- 2003: Anioł ciemności (Angel) jako Garrett
- 2003: Agenci NCIS (NCIS) jako oficer Drew
- 2004–2007: Jordan (Grossing Jordan) jako det. Matt Seely
- 2005: Dowody zbrodni (Cold Case) jako Evan, 2005
- 2005: The Mostly Unfabulous Social Life of Ethan Green jako Leo Worh
- 2006: Kalamazoo? jako Jim Sanderson
- 2006: Something New jako Bill Lebree
- 2007: Tell Me You Love Me jako Alex
- 2008: Zabójcze umysły (Criminal Minds) jako Deacon Rogers
- 2008: Say Goodnight jako Bernard
- 2008: Swingtown jako Henry
- 2008: The Starter Wife jako Julian
- 2008: Miss Nobody (postprodukcja)
- 2009: Acts of Mercy jako dr Ed Grey (postprodukcja)